# Ferrovia Alweg

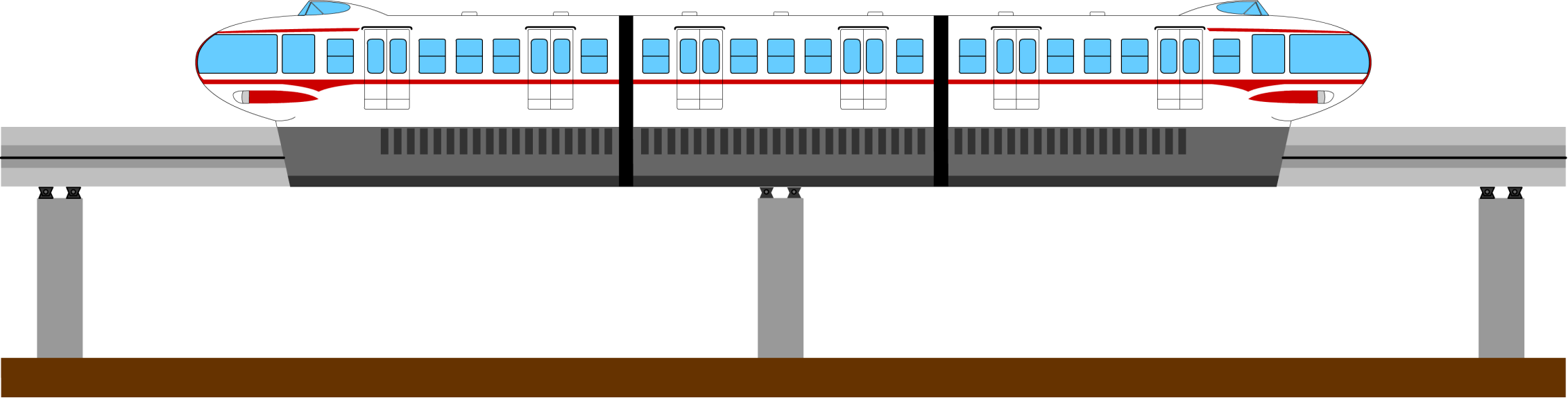
Schema della ferrovia Alweg a Torino

La ferrovia Alweg è la definizione di un tipo di monorotaia del tipo ferrovia a sella. Si compone delle lettere iniziali del nome di Axel Leonard Wenner-Gren che ha per primo esposto i piani finanziandone i relativi studi.  
La ferrovia Alweg viaggia su una trave in cemento armato e sborda parzialmente dalla sede dei binari ("ferrovia a sella"). In questo modo le sue gomme pneumatiche rotolano su tre lati della sede dei binari: ruote portanti sul lato superiore, ruote conduttrici (o direzionali) sui due lati.

## Storia
Un modello funzionale della ferrovia Alweg è stato costruito nel 1952 a Colonia nella cittadina di Fühlingen in scala 1:2,5. Nel 1957 è sorto sullo stesso luogo un tratto di prova lungo 1,6 km in scala 1:1. Fu in funzione con veicoli fino al 1967 e poi smantellato definitivamente. 
In occasione dell'esposizione Italia 61 fu costruita a Torino nel 1961 una tratta sperimentale di 1,2 km., dismessa poi nel 1963.
Il concetto di ferrovia Alweg è stato utilizzato soprattutto in Asia, nella maggior parte dei casi in Giappone. Un contratto di licenza di sistema è stato stipulato con Hitachi. L'Hitachi ha costruito diverse ferrovie asiatiche Alweg, tra l'altro a Tokyo per l'aeroporto di Haneda, a Ōsaka, Kuala Lumpur e Singapore. Anche nelle fiere e nei parchi divertimenti (ad esempio a Disneyland ed a Disneyworld) sono state costruite ferrovie Alweg.